# Station Trzeboszowice
Station Trzeboszowice is een spoorwegstation in de Poolse plaats Trzeboszowice.